# Sjarhej Kaljakin

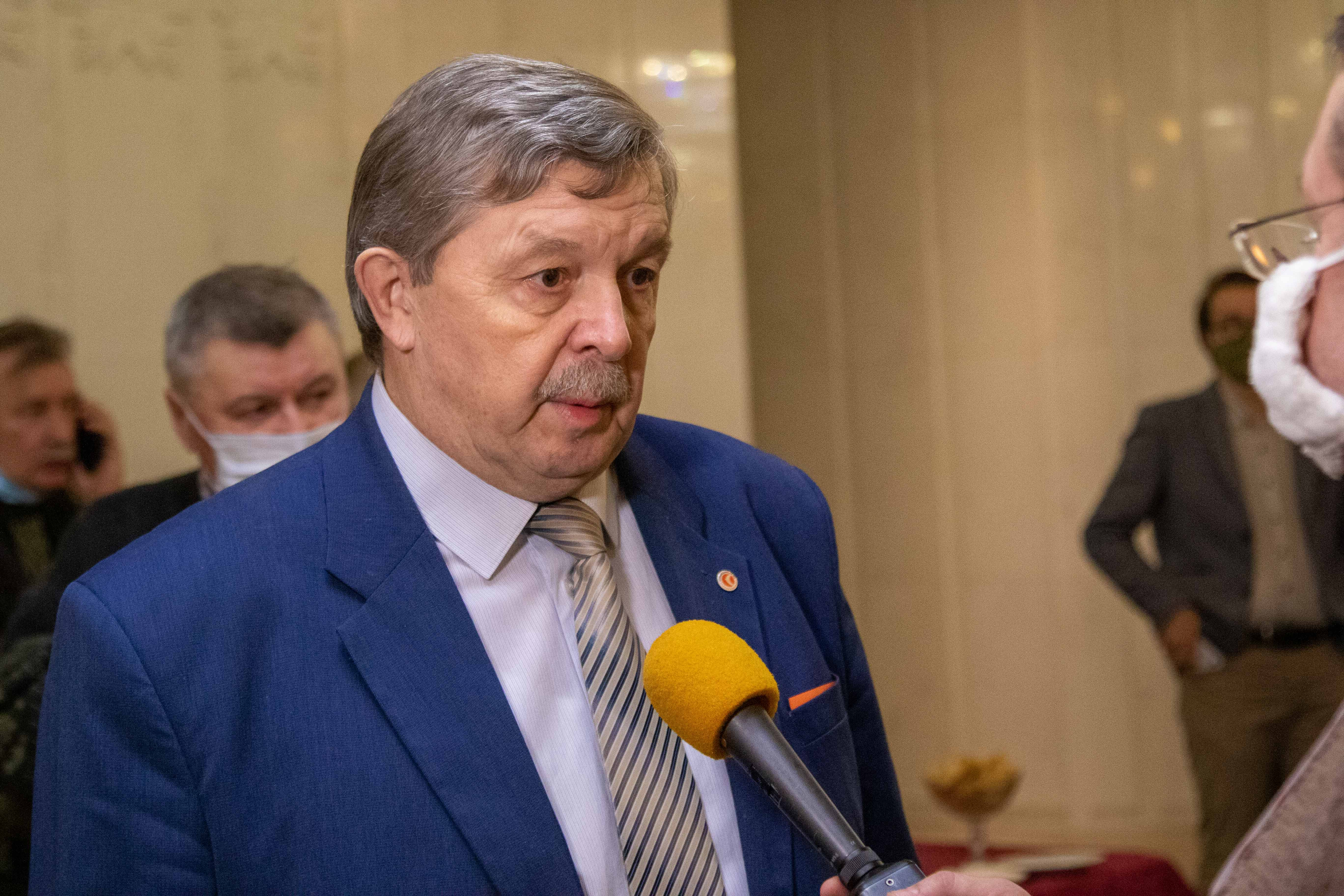
Sjarhej Kaljakin (2021)

Sjarhej Iwanawitsch Kaljakin (belarussisch Сяргей Іванавіч Калякін; russisch Сергей Иванович Калякин Sergei Iwanowitsch Kaljakin; * 16. Juni 1952 in Minsk, UdSSR; heute Belarus; † 15. August 2024 in Minsk) war ein belarussischer Politiker und Vorsitzender der Vereinigten Linkspartei „Gerechte Welt“.

## Leben
Kaljakin studierte Funktechnik an der Staatlichen Universität für Informatik und Radioelektronik und anschließend Politikwissenschaft an der Belarussischen Staatlichen Universität (BSU).
Er wurde 1977 Mitglied der KPdSU und 1991 Mitglied der neu gegründeten Partei der Kommunisten von Belarus, die sich später in Vereinigte Linkspartei „Gerechte Welt“ umbenannte.
1995 wurde Kaljakin zum Abgeordneten des Obersten Rats der Republik Belarus gewählt und war dort Vorsitzender der kommunistischen Fraktion. Er war Kandidat bei der Präsidentschaftswahl 2001. 2009 wurde er zum Vorsitzenden seiner Partei. Er kündigte seine Kandidatur zur Präsidentschaftswahl in Belarus 2015 an, konnte jedoch nicht genug Unterschriften sammeln.
Kaljakin war konfessionslos.